# Festival international du film de Moscou 1999
Le 21e festival international du film de Moscou a lieu du 19 au 29 juillet 1999. Le St. George d'or est attribué au film japonais Will to Live de Kaneto Shindo.

## Jury
- Fernando Solanas (Argentine – président du jury)
- Florestano Vancini (Italie)
- Adam Greenberg (États-Unis)
- Shahla Nahid (France)
- Tolomush Okeyev (Kyrgyzstan)
- Valeri Todorovski (Russie)
- Antonio Giménez-Rico (Espagne)
- Katia Tchenko (France)

## Films en compétition
Les films suivants sont sélectionnés pour la compétition principale :
| Titre en anglais ou français | Titre original               | Réalisateur(s)         | Pays d'origine              |
| ---------------------------- | ---------------------------- | ---------------------- | --------------------------- |
| The Kite                     | Saranggola                   | Gil Portes             | Philippines                 |
| Outlaw                       | Ormai è fatta!               | Enzo Monteleone        | Italie                      |
| Guinevere                    | Guinevere                    | Audrey Wells           | États-Unis                  |
| Panni sporchi                | Panni sporchi                | Mario Monicelli        | Italie                      |
| La Dilettante                | La Dilettante                | Pascal Thomas          | France                      |
| Will to Live                 | Ikitai                       | Kaneto Shindo          | Japon                       |
| Ambush                       | Rakujarven                   | Olli Saarela           | Finlande                    |
| Black Out p.s. Red Out       | Black Out p.s. Red Out       | Menelaos Karamaghiolis | Grèce, France, Portugal     |
| The Building                 | Chung cu                     | Việt Linh              | Vietnam                     |
| Traveller                    | O Viajante                   | Paulo Cesar Saraceni   | Brésil                      |
| A Sweet Scent of Death       | Un dulce olor a muerte       | Gabriel Retes          | Mexique, Espagne, Argentine |
| Strastnoy Boulevard          | Strastnoy bulvar             | Vladimir Khotinenko    | Russie                      |
| Passion                      | Passion                      | Peter Duncan           | Australie, États-Unis       |
| The Dance                    | Dansinn                      | Ágúst Guðmundsson      | Islande                     |
| Fara                         | Fara                         | Abai Karpykov          | Russie, Kazakhstan          |
| A Time for Defiance          | La hora de los valientes     | Antonio Mercero        | Espagne                     |
| 6:3 Play It Again Tutti      | 6:3 avagy, Játszd újra Tutti | Péter Tímár            | Hongrie                     |

## Prix
- St. George d'or : Will to Live de Kaneto Shindo
- St. George d'argent spécial : A Time for Defiance d'Antonio Mercero
- St. George d'argent :
  - Meilleur réalisateur : Ágúst Guðmundsson pour The Dance
  - Meilleur acteur : Farkhad Abdraimov pour Fara
  - Meilleure actrice : Catherine Frot pour La Dilettante
- Prix FIPRESCI: Will to Live de Kaneto Shindo
- Mention spéciale :
  - Traveller de Paulo Cesar Saraceni
  - Strastnoy Boulevard de Vladimir Khotinenko
- Prix d'honneur pour sa contribution au cinéma: Marco Bellocchio (réalisateur)

## Source de la traduction
- (en) Cet article est partiellement ou en totalité issu de l’article de Wikipédia en anglais intitulé « 21st Moscow International Film Festival » (voir la liste des auteurs).